# San Martín de la Vega
San Martín de la Vega – miasto w Hiszpanii we wspólnocie autonomicznej Madryt, na południe od stolicy. 
Miasto położone w dolinie rzeki Jaramy. Miejscowość turystyczna, znajduje się tu największy w Europie park rozrywki - Warner Park. 
Znajdują się tu dwie stacje kolei podmiejskiej Cercanías Madrid, kursującej z miejscowości Pinto. Przez miasto kursuje jedna linia:  zatrzymująca się na stacjach Estación de Parque de Ocio i Estación de San Martín de la Vega.